# Angus Peter Campbell
Angus Peter Campbell / Aonghas P(h)àdraig Caimbeul, né à South Uist (Écosse) en 1952, est un romancier, poète, et acteur écossais.